# メリフェン石
メリフェン石（メリフェンせき、メリフェナイト、英語: meliphanite）とは、カルシウムやナトリウム、ベリリウム、アルミニウムを含むイノケイ酸塩鉱物である。

## 産地
1852年にスウェーデンの化学者カール・シェーラーによって記載され、原産地はノルウェー南部のフレドリクスヴェーン（現在のスタヴェルン）であり、ランゲスンツフィヨルド周辺でも産出が報告されている。
発見から記載までには若干の期間があったとみられる。

## 名前・特徴
メリフェン石の名前は、ギリシャ語の「μέλι」（meli：蜂蜜）と「φαίνομαι」（phainomai：現れる、見える）に由来し、その蜂蜜のような黄色い色合いにちなむ（当初は Melinophan と呼ばれていたが、のちに Meliphanite に変更された）。この命名は、1840年にランゲスンツフィヨルドで報告されていたリューコフェン石（Leucophanite）を意識したものと考えられている。両者は外観が非常によく似ており、かつては同一種の可能性も疑われていた。
Dana’s System of Mineralogy 第8版（1997年）では、リューコフェン石の組成式を CaNaBeSi₂O₆F、メリフェン石を (Ca,Na)₂Be(Si,Al)₂O₆(F,OH)としており、結晶構造は1967年に初めて明らかにされた。その後の光学的および構造的な比較研究により、両鉱物は極めて類似した構造を持ちながらも、明確な違いが存在することが分かった。
2002年、J. D. Grice と F. C. Hawthorne による再調査では、リューコフェン石の構造式が Ca₄Na₄Be₄Si₈O₂₄F₄、メリフェン石が Ca₄(Na,Ca)₄Be₄AlSi₇O₂₄(F,O)₄ と示され、後者にはアルミニウムが必須構成要素として含まれることが確認された。これに対して、リューコフェン石にはアルミニウムはほとんど含まれないか、存在しても微量に留まる。両者は共存しないとされ、生成環境におけるアルミニウムの供給の有無が、それぞれの鉱物の形成を左右する重要な要因となっている。

## 蛍光
個体差はあるが、長波紫外線および短波紫外線ではピンク色〜紫色に蛍光することが知られている。これは蛍石などと同じく希土類元素（主にユウロピウムおよびセリウム）によるものである。